# Talthybios
Talthybios (Oudgrieks Ταλθύβιος) is in de Griekse mythologie een heraut van koning Agamemnon.
In de Ilias draagt Agamemnon hem bijvoorbeeld op de arts Machaon te halen of later een offerschaap, waarna de kamp tussen Menelaos en Paris wordt overeengekomen. Talthybios is ook degene die met de bekendere heraut Eurybates Briseis komt weghalen bij Achilleus (de aanleiding voor diens wrok die de motor vormt van de Ilias).
Bij Euripides was Talthybios vaak de brenger van slecht nieuws. In Trojaanse vrouwen meldt hij Hekabe dat haar dochter Kassandra een slaaf wordt van Agamemnon en zijzelf van Odysseus. Voorts vertelt hij Andromache van het plan om haar zoon Astyanax te doden. In Hekabe is Talthybios degene die Hekabe de offerdood van haar dochter Polyxena meedeelt en het bevel overbrengt haar te begraven.
Zowel in Sparta als in Aigion werd Talthybios herdacht en met offers geëerd.

## Voetnoten
1. ↑  Homeros, Ilias, I.318-348
2. ↑  Pausanias, Beschrijving van Griekenland, 3.12.7 en 7.24.1